# فهرست آثار ملی استان همدان

موقعیت استان همدان در کشور

استان همدان یکی از استان‌های ایران است. مرکز این استان، شهر همدان است. استان همدان از لحاظ جمعیت، چهاردهمین و از لحاظ مساحت، بیست و سومین استان کشور محسوب می‌گردد. جمعیت این استان بر پایهٔ سرشماری سال ۱۳۹۵ بالغ بر ۱٬۷۵۸٬۲۶۸ نفر بوده است. شهرستان این استان عبارتند از: همدان، ملایر، نهاوند، تویسرکان، اسدآباد، کبودراهنگ، رزن، بهار، فامنین، درگزین.
همدان با ۲۰٬۱۷۳ کیلومتر مربع وسعت، از سمت شمال به استان‌های زنجان و قزوین، از سمت جنوب به استان لرستان، از سمت شرق به استان مرکزی و از سمت غرب به استان‌های کردستان و کرمانشاه محدود می‌شود. این استان بین مدارهای ۳۳ درجه و ۵۹ دقیقه تا ۳۵ درجه و ۴۸ دقیقهٔ عرض شمالی و ۴۷ درجه و ۳۴ دقیقه تا ۴۹ درجه و ۳۶ دقیقهٔ طول شرقی قرار گرفته و شامل ۱۰ شهرستان، ۲۵ بخش، ۳۰ شهر، ۷۳ دهستان و ۱۲۱۰ روستا است.

## آثار ثبت‌شده

### شهرستان اسدآباد
| ردیف | نام اثر                       | نگاره          | دیرینگی                                | موقعیت                                                                                     | شمارهٔ ثبت | تاریخ ثبت  | منبع  |
| ---- | ----------------------------- | -------------- | -------------------------------------- | ------------------------------------------------------------------------------------------ | --------- | ---------- | ----- |
| ۱    | خرابه‌های ساسانیان/ فیل تپه    | بارگذاری تصویر | احتمالاٌ عصر آهن ـ ساسانی               | دهستان دربندرود، روستای تیل تپه                                                            | ۲۵        | ۱۳۱۰/۰۶/۲۴ | [ ۳ ] |
| ۲    | تپه باستانی نجف‌آباد           | بارگذاری تصویر | هزاره یک ق‌م                            | بخش مرکزی، دهستان جلگه، روستای نجف آباد                                                    | ۱۰۲۴      | ۱۳۵۳/۱۲/۰۷ | [ ۴ ] |
| ۳    | تپه باستانی حسام‌آباد          |                | نیمه اول هزاره ۳ (۲۵۰۰تا۳۰۰۰ق‌م)        | دهستان دربندرود، روستای حسام آباد                                                          | ۱۰۳۴      | ۱۳۵۳/۱۲/۲۴ |       |
| ۴    | تپه باستانی وندرآباد          |                | نیمه دوم هزاره ۴ (۳۰۰۰تا۳۵۰۰ق‌م)        | اسدآباد، دهستان سید جمال روستای وندرآباد                                                   | ۱۰۳۵      | ۱۳۵۳/۱۲/۲۴ |       |
| ۵    | تپه باستانی کوانج             |                | هزاره ۳ ق‌م                             | بخش مرکزی، دهستان پیرسلیمان، روستای کوانج                                                  | ۱۰۴۰      | ۱۳۵۳/۱۲/۲۴ |       |
| ۶    | تپه باستانی خاکریز            |                | هزاره ۳ و دو ق. م                      | دهستان دربندرود، روستای خاکریز                                                             | ۱۰۴۱      | ۱۳۵۳/۱۲/۲۴ |       |
| ۷    | بند و سنگ نوشته آقا جان بلاغی |                | صفویه                                  | بخش مرکزی، دهستان چهار دولی، روستای آقاجان بلاغی                                           | ۱۸۶۳      | ۱۳۷۶/۰۲/۲۱ |       |
| ۸    | آب‌انبار صفوی اسدآباد          |                | صفویه                                  | ضلع شمالی خ فرهنگ نزدیک آرامگاه                                                            | ۱۸۷۳      | ۱۳۷۶/۰۲/۲۱ |       |
| ۹    | پل شکسته خسروآباد             |                | صفویه                                  | بخش مرکزی، دهستان جلگه، روستای خسروآباد                                                    | ۱۸۷۵      | ۱۳۷۶/۰۲/۲۱ |       |
| ۱۰   | تپه پیغانچ/ سراب              |                |                                        | در ۲۲ کیلومتری جنوب غربی شهر                                                               | ۳۲۴۵      | ۱۳۷۹/۱۲/۲۵ |       |
| ۱۱   | حمام صفوی/ گلستان، نیلوفر     |                | صفویه                                  | استان همدان، شهرستان اسدآباد، خیابان بازار                                                 | ۵۰۴۹      | ۱۳۸۰/۱۲/۲۵ |       |
| ۱۲   | قلعه صاحب اختیاریه            |                | قاجاریه                                | شهرستان اسدآباد، بخش مرکزی، دهستان دربند رود، روستای خاکریز                                | ۹۸۸۲      | ۱۳۸۲/۰۶/۱۱ |       |
| ۱۳   | تپه خسروآباد                  |                | تاریخی ـ قرون میانه اسلامی ـ مس سنگ    | شهرستان اسدآباد، بخش مرکزی، دهستان جلگه، جنوب روستای خسروآباد                              | ۱۱۳۴۸     | ۱۳۸۳/۱۱/۱۰ |       |
| ۱۴   | تپه قراکند                    |                | اشکانی ـ ساسانی ـ قرون میانه اسلامی    | شهرستان اسدآباد، بخش چهاردولی، شمال روستای قراکند                                          | ۱۱۳۴۹     | ۱۳۸۳/۱۱/۱۰ |       |
| ۱۵   | تپه دولت‌آباد                  |                | عصر آهن III ـ اسلامی                   | شهرستان اسدآباد، بخش مرکزی، دهستان جلگه، روستای دولت‌آباد                                   | ۱۱۳۵۰     | ۱۳۸۳/۱۱/۱۰ |       |
| ۱۶   | قوشک تپه دو ولی‌آباد           |                | پیش از تاریخ                           | شهرستان اسدآباد، بخش مرکزی، دهستان جلگه، ۶۰۰ م شمال روستای ولی آباد                        | ۱۱۳۵۱     | ۱۳۸۳/۱۱/۱۰ |       |
| ۱۷   | تپه دویلان خاکریز             |                | اشکانی                                 | شهرستان اسدآباد، بخش مرکزی، دهستان دربند رود، یک کیلومتری شمال روستای خاکریز               | ۱۱۳۵۲     | ۱۳۸۳/۱۱/۱۰ |       |
| ۱۸   | تپه حسن‌آباد امام              |                | برنز قدیم ـ اشکانی ـ قرون میانه اسلامی | شهرستان اسدآباد، بخش مرکزی، دهستان چهاردولی، غرب روستای حسن‌آباد امام                       | ۱۱۳۵۳     | ۱۳۸۳/۱۱/۱۰ |       |
| ۱۹   | تپه علی‌آباد ۱                 |                | پیش از تاریخ ـ تاریخی ـ اسلامی         | شهرستان اسدآباد، بخش مرکزی، دهستان جلگه، ۹۰۰ م جنوب روستای علی‌آباد پیرشمس الدین            | ۱۱۳۵۴     | ۱۳۸۳/۱۱/۱۰ |       |
| ۲۰   | تپه ولی‌آباد خرابه             |                | مس و سنگ جدید ـ قرون میانه اسلامی      | شهرستان اسدآباد، بخش مرکزی، دهستان جلگه، روستای ولی آباد                                   | ۱۱۳۵۵     | ۱۳۸۳/۱۱/۱۰ |       |
| ۲۱   | تپه مأوا                      |                | مس و سنگ ـ قرون میانه اسلامی           | شهرستان اسدآباد، بخش مرکزی، دهستان کلیایی، ۱۵۰ م جنوب روستای طویلان سفلی                   | ۱۱۳۵۶     | ۱۳۸۳/۱۱/۱۰ |       |
| ۲۲   | تپه گذر کجین                  |                | اشکانی (پارت)                          | شهرستان اسدآباد، بخش مرکزی، دهستان دربند رود، شمال روستای گذر کجین                         | ۱۱۳۵۷     | ۱۳۸۳/۱۱/۱۰ |       |
| ۲۳   | تپه آجین (آژین)               |                | قرون میانه اسلامی                      | شهرستان اسدآباد، بخش مرکزی، دهستان پیرسلیمان، روستای آجین                                  | ۱۱۳۵۸     | ۱۳۸۳/۱۱/۱۰ |       |
| ۲۴   | تپه بادخوره ۱                 |                | پیش از تاریخ ـ تاریخی                  | شهرستان اسدآباد، بخش مرکزی، دهستان سید جمال، ۷۵۰ م غرب روستای باد خوره                     | ۱۱۳۵۹     | ۱۳۸۳/۱۱/۱۰ |       |
| ۲۵   | تپه بادخوره ۲                 |                | اشکانی ـ قرون میانه اسلامی             | شهرستان اسدآباد، بخش مرکزی، دهستان سید جمال الدین، ۷۰۰ م جنوب غربی روستای باد خوره         | ۱۱۳۶۰     | ۱۳۸۳/۱۱/۱۰ |       |
| ۲۶   | گنج تپه سدران                 |                | هزاره یک ق‌م ـ تاریخی                   | شهرستان اسدآباد، بخش مرکزی، دهستان سیدجمال، ۱۵۰۰ م غرب روستای حسین‌آباد خنداب (خرابه)       | ۱۱۳۶۱     | ۱۳۸۳/۱۱/۱۰ |       |
| ۲۷   | قوشک تپه یک ولی‌آباد           |                | پیش از تاریخ ـ تاریخی                  | شهرستان اسدآباد، بخش مرکزی، دهستان جلگه، ۶۰۰ م شمال روستای ولی آباد                        | ۱۱۳۶۲     | ۱۳۸۳/۱۱/۱۰ |       |
| ۲۸   | تپه علی‌آباد ۲                 |                | قرون اولیه و میانه اسلامی              | شهرستان اسدآباد، بخش مرکزی، دهستان جلگه، ۹۰۰ م جنوب روستای علی‌آباد پیر شمس الدین           | ۱۱۳۶۳     | ۱۳۸۳/۱۱/۱۰ |       |
| ۲۹   | تپه طویلان سفلی               |                | کالکولتیک ـ تاریخی ـ اسلامی            | شهرستان اسدآباد، بخش مرکزی، دهستان کلیایی، ۵۰۰ م غرب روستای طویلان سفلی                    | ۱۱۳۶۴     | ۱۳۸۳/۱۱/۱۰ |       |
| ۳۰   | تپه گنبله                     |                | مس و سنگ ـ تاریخی                      | شهرستان اسدآباد، بخش مرکزی، دهستان جلگه، یک کیلومتری شمال روستای گنبله                     | ۱۱۳۶۵     | ۱۳۸۳/۱۱/۱۰ |       |
| ۳۱   | تپه بهاره خسروآباد            |                | پیش از تاریخ ـ تاریخی ـ اسلامی         | شهرستان اسدآباد، بخش مرکزی، دهستان جلگه، ۱/۵ کیلومتری غرب روستای خسروآباد                  | ۱۱۳۶۶     | ۱۳۸۳/۱۱/۱۰ |       |
| ۳۲   | تپه طویله سیاه بیفانج         |                | مس و سنگ ـ اسلامی                      | شهرستان اسدآباد، بخش مرکزی، دهستان جلگه، روستای بیفانج                                     | ۱۱۳۶۷     | ۱۳۸۳/۱۱/۱۰ |       |
| ۳۳   | تپه موسی‌آباد                  |                | پیش از تاریخ ـ تاریخی                  | شهرستان اسدآباد، بخش مرکزی، دهستان جلگه، جنوب شرقی روستای موسی‌آباد                         | ۱۱۳۶۸     | ۱۳۸۳/۱۱/۱۰ |       |
| ۳۴   | تپه سمیران                    |                | مس و سنگ ـ اشکانی                      | شهرستان اسدآباد، بخش مرکزی، دهستان چهاردولی، شمال روستای سمیران                            | ۱۱۳۶۹     | ۱۳۸۳/۱۱/۱۰ |       |
| ۳۵   | تپه حلقه چمن پیرملو           |                | مس و سنگ قدیم                          | شهرستان اسدآباد، بخش مرکزی، دهستان چهاردولی، ۸۰۰ م شمال شرق روستای آق بلاغ                 | ۱۱۳۷۰     | ۱۳۸۳/۱۱/۱۰ |       |
| ۳۶   | آق تپه دوبراله                |                | هزاره یک ق. م تا ساسانی                | شهرستان اسدآباد، بخش مرکزی، دهستان چهاردولی، یک کیلومتری جنوب روستای دوبراله               | ۱۱۳۷۱     | ۱۳۸۳/۱۱/۱۰ |       |
| ۳۷   | تپه آهوتپه                    |                | مس و سنگ جدید ـ هزاره یک ق‌م ـ اشکانی   | شهرستان اسدآباد، بخش مرکزی، دهستان چهاردولی، ۲۵۰ م شمال شرقی روستای آهو تپه                | ۱۱۳۷۲     | ۱۳۸۳/۱۱/۱۰ |       |
| ۳۸   | پشت سراب بیفانج               |                | عصر آهن IIو III ـ تاریخی ـ اشکانی      | شهرستان اسدآباد، بخش مرکزی، دهستان جلگه، ۵۰۰ م جنوب روستای بیفانج                          | ۱۱۳۷۳     | ۱۳۸۳/۱۱/۱۰ |       |
| ۳۹   | پاتپه نصرت‌آباد                |                | پیش از تاریخ ـ تاریخی                  | شهرستان اسدآباد، بخش مرکزی، دهستان جلگه، ۷۰۰ م روستای نصرت آباد لکلک                       | ۱۱۳۷۴     | ۱۳۸۳/۱۱/۱۰ |       |
| ۴۰   | تپه روباه (تولکه تپه)         |                | مس و سنگ میانی                         | شهرستان اسدآباد، دهستان دربند رود، ۳ کیلومتری جنوب شرقی روستای حسام آباد                   | ۱۱۳۷۵     | ۱۳۸۳/۱۱/۱۰ |       |
| ۴۱   | تپه جنت‌آباد                   |                | برنز (مفرغ) ـ ساسانی                   | شهرستان اسدآباد، بخش مرکزی، دهستان سید جمال الدین، ۲۰۰ م جنوب شرق روستای جنت آباد          | ۱۱۴۶۲     | ۱۳۸۳/۱۲/۲۴ |       |
| ۴۲   | منورتپه                       |                | مس و سنگ ـ هزاره یک ق‌م ـ متاخر اسلامی  | شهرستان اسدآباد، بخش مرکزی، دهستان پیرسلیمان، شمال روستای منورتپه                          | ۱۱۸۸۵     | ۱۳۸۴/۰۳/۱۸ |       |
| ۴۳   | تپه حمام چغوری                |                | اواخر صفویه                            | شهرستان اسدآباد، بخش مرکزی، دهستان دربندرود، ۳۵۰م شمال غرب روستای خاکریز                   | ۱۲۰۵۶     | ۱۳۸۴/۰۴/۱۲ |       |
| ۴۴   | تپه نزدیک ده بزان             |                | هخامنشی ـ اشکانی                       | شهرستان اسدآباد، بخش مرکزی، دهستان سید جمال الدین، غرب روستای ده بزان                      | ۱۳۰۴۶     | ۱۳۸۴/۰۵/۲۲ |       |
| ۴۵   | تپه قرمزی طویلان علیا ۱       |                | اشکانی                                 | شهرستان اسدآباد، بخش مرکزی، دهستان کلیایی، ۲/۵ کیلومتری شرق روستای طویلان علیا             | ۱۳۰۴۷     | ۱۳۸۴/۰۵/۲۲ |       |
| ۴۶   | تپه نزدیک ده بزان             |                | اشکانی ـ اسلامی                        | شهرستان اسدآباد، بخش مرکزی، دهستان سید جمال الدین، ۵۰ م جنوب شرقی روستای ده بزان           | ۱۳۰۴۸     | ۱۳۸۴/۰۵/۲۲ |       |
| ۴۷   | تپه روستای موسی‌آباد           |                | قرون میانه و متاخر اسلامی              | شهرستان اسدآباد، بخش مرکزی، دهستان جلگه، مرکز روستای موسی‌آباد                              | ۱۳۰۴۹     | ۱۳۸۴/۰۵/۲۲ |       |
| ۴۸   | تپه احمدآباد                  |                | پیش از تاریخ تا تاریخی                 | شهرستان اسدآباد، بخش مرکزی، دهستان دربند رود، شمال روستای احمدآباد                         | ۱۳۰۵۰     | ۱۳۸۴/۰۵/۲۲ |       |
| ۴۹   | قوچ تپه                       |                | برنز قدیم ـ عصر آهن ـ اشکانی           | شهرستان اسدآباد، بخش مرکزی، دهستان چهار دولی، ۱/۵ کیلومتری شمال شرق روستای قوچ تپه         | ۱۳۰۵۱     | ۱۳۸۴/۰۵/۲۲ |       |
| ۵۰   | تپه شاه نظرموسی‌آباد           |                | تاریخی                                 | شهرستان اسدآباد، بخش مرکزی، دهستان جلگه، ۸۰۰م شرق روستای موسی‌آباد                          | ۱۳۰۵۲     | ۱۳۸۴/۰۵/۲۲ |       |
| ۵۱   | بقایای آسیاب آبی ترخین‌آباد    |                | قاجاریه                                | شهرستان اسدآباد، بخش مرکزی، دهستان سید جمال الدین، دو کیلومتری جنوب غربی روستای ترخین آباد | ۱۳۶۰۵     | ۱۳۸۴/۰۸/۱۵ |       |
| ۵۲   | تپه قلعه سیاه کمر             |                | اوایل اسلام                            | شهرستان اسدآباد، بخش مرکزی، دهستان چهاردولی، جنب روستای سیاه کمر                           | ۱۵۱۵۵     | ۱۳۸۴/۱۲/۲۴ |       |
| ۵۳   | تپه کمر زردسیاه کمر           |                | اوایل اسلام                            | شهرستان اسدآباد، بخش مرکزی، دهستان چهاردولی، یک کیلومتری شمال غرب روستای سیاه کمر          | ۱۵۱۵۶     | ۱۳۸۴/۱۲/۲۴ |       |
| ۵۴   | یادبود سید جمال               |                | معاصر                                  | شهر اسدآباد، جنب امامزاده سیدان، زادگاه سید جمال الدین اسدآبادی                            | ۲۴۳۳۳     | ۱۳۸۷/۱۰/۱۵ |       |
| ۵۵   | امامزاده سیدان                |                | پهلوی                                  | شهر اسدآباد، چهارباغ سید جمال الدین اسدآبادی                                               | ۲۵۱۶۴     | ۱۳۸۷/۱۲/۱۸ |       |
| ۵۶   | مسجد میرزا آقاجانی            |                | قاجاریه                                | شهر اسدآباد، میدان امام، خیابان فرهنگ، کوچه رسالت، محله میدان                              | ۲۵۱۶۵     | ۱۳۸۷/۱۲/۱۸ |       |

### شهرستان بهار
| ردیف | نام اثر                        | نگاره          | دیرینگی                        | موقعیت                                                                                   | شمارهٔ ثبت | تاریخ ثبت  | منبع  |
| ---- | ------------------------------ | -------------- | ------------------------------ | ---------------------------------------------------------------------------------------- | --------- | ---------- | ----- |
| ۱    | تپه باستانی مهاجران            | بارگذاری تصویر | هزاره ۴ ق‌م                     | بخش لالجین، دهستان مهاجران، روستای مهاجران                                               | ۱۰۳۷      | ۱۳۵۳/۱۲/۲۴ | [ ۵ ] |
| ۲    | تپه باستانی سیمین زاغه         |                | هزاره ۳ ق‌م                     | بخش مرکزی، دهستان سیمینه، روستای سیمین زاغه                                              | ۱۰۳۸      | ۱۳۵۳/۱۲/۲۴ | [ ۶ ] |
| ۳    | کاروان‌سرای تاج‌آباد             |                | صفویه                          | بخش مرکزی، دهستان آبرومند، ابتدای گردنه اسد                                              | ۱۸۷۲      | ۱۳۷۶/۰۲/۲۱ |       |
| ۴    | تپه ریکان علیا                 |                | تاریخی ـ اسلامی                | شهرستان بهار، بخش مرکزی، دهستان سیمینه رود، ۵۰۰ متری روستای ریکان علیا                   | ۸۰۸۰      | ۱۳۸۲/۰۱/۲۴ |       |
| ۵    | تپه ریکان سفلی                 |                | تاریخی ـ اسلامی                | شهرستان بهار، بخش مرکزی، دهستان سیمینه رود، جنب روستای ریکان سفلی                        | ۸۰۸۱      | ۱۳۸۲/۰۱/۲۴ |       |
| ۶    | تپه قزل ملادستجرد              |                | تاریخی ـ اسلامی                | شهرستان بهار، بخش لالجین، دهستان مهاجران، روستای دستجرد                                  | ۸۰۸۲      | ۱۳۸۲/۰۱/۲۴ |       |
| ۷    | گورستان اقلان قز               |                | پیش از تاریخ ـ تاریخی          | شهرستان بهار، بخش صالح آباد، دهستان دیم کاران، دو کیلومتری جنوب شرق روستای دربند         | ۸۰۸۳      | ۱۳۸۲/۰۱/۲۴ |       |
| ۸    | منجوق تپه حسن ابدال            |                | هزاره یک ق‌م ـ اسلامی           | شهرستان بهار، بخش صالح آباد، دهستان دیمکاران، ۵۰ متری شرق روستای حسن ابدال               | ۸۰۸۴      | ۱۳۸۲/۰۱/۲۴ |       |
| ۹    | گنج‌تپه (شهرستان مراغه)         |                | تاریخی ـ اسلامی                | شهرستان بهار، بخش لالجین، دهستان سفالگران، روستای گنج‌تپه (شهرستان مراغه)                 | ۸۰۸۵      | ۱۳۸۲/۰۱/۲۴ |       |
| ۱۰   | تپه اقبلاغ                     |                | پیش از تاریخ ـ اسلامی          | شهرستان بهار، بخش لالجین، دهستان مهاجران، ۱۰۰ متری روستای آقبلاغ لنگاه                   | ۸۰۸۶      | ۱۳۸۲/۰۱/۲۴ |       |
| ۱۱   | تپه قرق بهار                   |                | تاریخی ـ اسلامی                | شهرستان بهار، بخش مرکزی، دهستان سیمینه رود۰ روستای قرق بهار                              | ۸۰۸۷      | ۱۳۸۲/۰۱/۲۴ |       |
| ۱۲   | تپه باباعلی                    |                | اوایل تاریخی ـ اسلامی          | شهرستان بهار، دهستان صالح آباد، روستای باباعلی                                           | ۸۰۸۸      | ۱۳۸۲/۰۱/۲۴ |       |
| ۱۳   | تپه حسن قشلاق                  |                | پیش از تاریخ ـ تاریخی ـ اسلامی | شهرستان بهار، بخش مرکزی، دهستان سیمینه رود، روستای حسن قشلاق                             | ۸۰۸۹      | ۱۳۸۲/۰۱/۲۴ |       |
| ۱۴   | تپه چال                        |                | هزاره دو و یک ق‌م               | شهرستان بهار، بخش مرکزی، دهستان سیمینه رود، دو کیلومتری جنوب غرب روستای سیمین زاغه       | ۸۰۹۰      | ۱۳۸۲/۰۱/۲۴ |       |
| ۱۵   | تپه مهاجران ۲                  |                | تاریخی                         | شهرستان بهار، بخش لالجین، ۵۰ متری شرق مهاجران                                            | ۸۰۹۱      | ۱۳۸۲/۰۱/۲۴ |       |
| ۱۶   | گورستان آقبلاغ                 |                | پیش از تاریخ ـ اسلامی          | شهرستان بهار، بخش لالجین، دهستان مهاجران، ۳۰۰ متری جنوب روستای آقبلاغ                    | ۸۰۹۲      | ۱۳۸۲/۰۱/۲۴ |       |
| ۱۷   | قلعه تپه                       |                | هزاره یک ق‌م ـ تاریخی           | شهرستان بهار، بخش صالح آباد، دهستان دیمکاران، ۵۰ متری شمال روستای دربند                  | ۸۰۹۳      | ۱۳۸۲/۰۱/۲۴ |       |
| ۱۸   | تپه سلیمان‌آباد                 |                | پیش از تاریخ                   | شهرستان بهار، بخش لالجین، دهستان مهاجران، جنوب روستای سلیمان‌آباد                         | ۸۰۹۴      | ۱۳۸۲/۰۱/۲۴ |       |
| ۱۹   | تپه دینارآباد                  |                | پیش از تاریخ ـ اسلامی          | شهرستان بهار، بخش لالجین، دهستان سفالگران، غرب روستای دینار آباد                         | ۸۰۹۵      | ۱۳۸۲/۰۱/۲۴ |       |
| ۲۰   | محوطه پرلوک                    |                | پیش از تاریخ                   | شهرستان بهار، کنار روستای پرلوک                                                          | ۸۰۹۶      | ۱۳۸۲/۰۱/۲۴ |       |
| ۲۱   | تپه تازه کند حسام‌آباد          |                | تاریخی ـ اسلامی                | شهرستان بهار، بخش لالجین، دهستان سفالگران، روستای حسام آباد                              | ۸۰۹۷      | ۱۳۸۲/۰۱/۲۴ |       |
| ۲۲   | تپه یاس کوشک‌آباد               |                | تاریخی                         | شهرستان بهار، بخش مرکزی، دهستان سیمینه رود، ۱۰۰ متری شرق جاده مهاجران و روستای کوشک آباد | ۸۰۹۸      | ۱۳۸۲/۰۱/۲۴ |       |
| ۲۳   | کارگاه سفال عسگری              |                | اوایل قاجار                    | شهرستان بهار، شهر لالجین، خیابان توحید                                                   | ۹۶۷۳      | ۱۳۸۲/۰۵/۲۷ |       |
| ۲۴   | آرامگاه آیت اله شیخ محمد بهاری |                | پهلوی                          | شهر بهار، گورستان عمومی شهر                                                              | ۱۶۴۸۴     | ۱۳۸۵/۰۸/۲۷ |       |
| ۲۵   | مسجد حاج شیر علی               |                | ۱۲۳۰ ق                         | شهرستان بهار، بخش مرکزی، دهستان سیمینه رود، روستای یکن آباد                              | ۱۶۴۸۷     | ۱۳۸۵/۰۸/۲۷ |       |
| ۲۶   | معدن فرهاد داش                 |                | هزاره یک ق‌م                    | شهرستان بهار، بخش صالح آباد، دهستان صالح آباد، روستای داش بلاغ، کوه فرهاد داش            | ۲۴۳۱۸     | ۱۳۸۷/۱۰/۱۵ |       |
| ۲۷   | حمام لتگاه                     |                | قاجاریه                        | شهرستان بهار، بخش لاله جین، دهستان مهاجران، روستای لتگاه                                 | ۲۴۳۲۲     | ۱۳۸۷/۱۰/۱۵ |       |
| ۲۸   | حمام بهمنی                     |                | قاجاریه                        | شهرستان بهار، خیابان امام خمینی، خ آیت الله طالقانی، کوچه شهید طالبی                     | ۲۵۱۱۶     | ۱۳۸۷/۱۲/۱۸ |       |
| ۲۹   | قلعه حسن ابدال                 |                | قاجاریه ـ پهلوی                | شهرستان بهار، بخش صالح آباد، دهستان دیم کاران، روستای حسن ابدال                          | ۲۵۱۱۷     | ۱۳۸۷/۱۲/۱۸ |       |
| ۳۰   | خانه بنی اردلان                |                | قاجاریه ـ پهلوی                | شهر بهار، چهارباغ شهید بهشتی، خیابان دکتر چمران، خانه بنی اردلان                         | ۲۶۵۹۳     | ۱۳۸۸/۰۲/۰۱ |       |
| ۳۱   | خانه حیدری                     |                | قاجاریه                        | شهرستان بهار، بخش صالح آباد، شهر صالح آباد، خیابان رجایی، کوچه شهید درخشان، پلاک ۳۵      | ۲۶۵۹۴     | ۱۳۸۸/۰۲/۰۱ |       |

### شهرستان تویسرکان
| ردیف | نام اثر                       | نگاره          | دیرینگی                        | موقعیت                                                                                                  | شمارهٔ ثبت | تاریخ ثبت  | منبع  |
| ---- | ----------------------------- | -------------- | ------------------------------ | --- | --------- | ---------- | ----- |
| ۱    | آرامگاه حبقوق نبی             |                | اواخر قرن ۶ ق                  | جنوب غربی تویسرکان ۳۴°۳۳′۶٫۱″ شمالی ۴۸°۲۵′۴۸٫۰″ شرقی / ۳۴٫۵۵۱۶۹۴°شمالی ۴۸٫۴۳۰۰۰۰°شرقی                   | ۹۶۹       | ۱۳۵۳/۰۲/۰۸ | [ ۷ ] |
| ۲    | تپه باستانی بابا کمال         | بارگذاری تصویر | ۴۰۰۰تا۴۵۰۰ وهزاره یک ق‌م        | بخش قلقل رود، دهستان کمال رود، روستای بابا کمال                                                         | ۱۰۳۶      | ۱۳۵۳/۱۲/۲۴ | [ ۸ ] |
| ۳    | بازار تویسرکان                |                | صفویه                          | حد فاصل خ شهدا و باهنر کوچه مهدیه                                                                       | ۱۷۳۴      | ۱۳۷۵/۰۳/۲۶ |       |
| ۴    | مدرسه شیخ علیخان زنگنه        |                | صفویه                          | خ جولقان، جنب بازار                                                                                     | ۱۸۶۶      | ۱۳۷۶/۰۲/۲۱ |       |
| ۵    | آرامگاه میررضی‌الدین آرتیمانی  |                | معاصر                          | روستای آرتیمان، حاشیه شهر توسرکان، کیلومتری شرق روستا                                                   | ۱۸۷۱      | ۱۳۷۶/۰۲/۲۱ |       |
| ۶    | پل قدیمی فرسفج                |                | صفویه                          | بخش قلقل رود، دهستان قلقل رود، روستای فرسفج                                                             | ۱۸۷۴      | ۱۳۷۶/۰۲/۲۱ |       |
| ۷    | کاروان‌سرای فرسفج              |                | صفویه                          | تویسرکان، یخش قلقل رود، روستای فرسفج                                                                    | ۱۹۷۰      | ۱۳۷۶/۱۲/۰۶ |       |
| ۸    | خانه مسعودی                   |                | قاجاریه                        | ضلع شمالی شهرستان تویسرکان، خ انقلاب                                                                    | ۲۲۴۶      | ۱۳۷۷/۱۰/۲۷ |       |
| ۹    | خانه سوری                     |                | اوایل قاجار                    | استان همدان شهرستان تویسرکان خیابان شریعتی خیابان دستغیب کوچه اردیبهشت پلاک۹۰                           | ۴۸۷۸      | ۱۳۸۰/۱۲/۱۹ |       |
| ۱۰   | مسجد جامع سرابی               |                | قاجاریه                        | استان همدان، ضلع جنوبی شهرستان تویسرکان، خیابان سرابی                                                   | ۵۰۵۰      | ۱۳۸۰/۱۲/۲۵ |       |
| ۱۱   | خانه اقتداری                  |                | قاجاریه                        | شهرستان تویسرکان، خیابان دکتر شریعتی، کوی حمام کوچه مظفر السلطان (شهید یعقوبی)                          | ۶۴۱۵      | ۱۳۸۱/۰۷/۰۷ |       |
| ۱۲   | خانه قدیمی اردلان             |                | قاجاریه                        | شهرستان تریسرکان، بخش مرکزی، دهستان خرم رود، روستای اشتران                                              | ۱۱۳۷۸     | ۱۳۸۳/۱۱/۱۰ |       |
| ۱۳   | قلعه اردلان (اشتران)          |                | قاجاریه                        | شهرستان تویسرکان، بخش مرکزی، دهستان خرم رود، روستای اشتران                                              | ۱۱۳۷۹     | ۱۳۸۳/۱۱/۱۰ |       |
| ۱۴   | حمام اردلان                   |                | قاجاریه                        | شهرستان تویسرکان، بخش مرکزی، دهستان خرم رود، روستای اشتران                                              | ۱۱۳۸۰     | ۱۳۸۳/۱۱/۱۰ |       |
| ۱۵   | تپه طلایی هوش                 |                | عصر آهن ـ هخامنشی ـ اسلامی     | شهرستان تویسرکان، بخش قلقل رود، دهستان میانرود، ۵۰۰ م شرق روستای هوش                                    | ۱۱۳۸۱     | ۱۳۸۳/۱۲/۲۴ |       |
| ۱۶   | یاس تپه منجان                 |                | مس و سنگ ـ تاریخی ـ اسلامی     | شهرستان تویسرکان، بخش قلقل رود، دهستان قلقل رود، ۱/۵ کیلومتری جنوب غربی روستای منجان                    | ۱۱۳۸۲     | ۱۳۸۳/۱۲/۲۴ |       |
| ۱۷   | تپه ساتیار                    |                | اشکانی (پارت)                  | شهرستان تویسرکان، بخش قلقل رود، دهستان میان رود، ۳ کیلومتری شمال غربی روستای ولاشجرد                    | ۱۱۴۰۶     | ۱۳۸۳/۱۲/۲۴ |       |
| ۱۸   | تپه سه گابی D                 |                | اشکانی (پارت)                  | شهرستان تویسرکان، بخش قلقل رود، دهستان میانرود، شمال غربی روستای سه گابی                                | ۱۱۴۰۷     | ۱۳۸۳/۱۲/۲۴ |       |
| ۱۹   | تپه مزارگبری                  |                | هخامنشی ـ ساسانی ـ سلجوقیان    | شهرستان تویسرکان، بخش قلقل رود، بخش میانرود، اراضی شرق روستای ولاشجرد                                   | ۱۱۴۰۸     | ۱۳۸۳/۱۲/۲۴ |       |
| ۲۰   | تپه کوچک بابا کمال            |                | عصر آهن III                    | شهرستان تویسرکان، بخش قلقل رود، دهستان کمال رود، شمال روستای بابا کمال                                  | ۱۱۴۰۹     | ۱۳۸۳/۱۲/۲۴ |       |
| ۲۱   | تپه تلی (سفید)                |                | پیش از تاریخ ـ اشکانی ـ اسلامی | شهرستان تویسرکان، بخش قلقل رود، دهستان میانرود، ۲/۵ کیلومتری غرب روستای سه گابی                         | ۱۱۴۱۰     | ۱۳۸۳/۱۲/۲۴ |       |
| ۲۲   | تپه سرخه قلعه نو              |                | ماد ـ هخامنشی ـ اشکانی         | شهرستان تویسرکان، بخش قلقل رود، دهستان میانرود، ۴۰۰ م شرق روستای قلعه نو                                | ۱۱۴۱۱     | ۱۳۸۳/۱۲/۲۴ |       |
| ۲۳   | تپه دوآب II سه گابی           |                | تاریخی ـ اسلامی                | شهرستان تویسرکان، بخش قلقل رود، دهستان میانرود، ۱/۵ کیلومتری جنوب روستای سه گابی                        | ۱۱۴۱۲     | ۱۳۸۳/۱۲/۲۴ |       |
| ۲۴   | تپه زنگی‌آباد                  |                | ماد ـ هخامنشی ـ اشکانی (پارت)  | همدان، تویسرکان، بخش قلقل رود، دهستان میانرود، روستای ولا شجرد، دو کیلومتری شرق روستای طاهر آباد کنگاور | ۱۱۴۱۳     | ۱۳۸۳/۱۲/۲۴ |       |
| ۲۵   | تپه دره انجیره                |                | اشکانی (پارت)                  | شهرستان تویسرکان، بخش قلقل رود، دهستان میانرود، شرق روستای کنجوران وسطی                                 | ۱۱۴۱۴     | ۱۳۸۳/۱۲/۲۴ |       |
| ۲۶   | تپه میروژآباد                 |                | ساسانی ـ اسلامی                | شهرستان تویسرکان، بخش قلقل رود، دهستان میانرود، ۵۰۰ م شرق روستای سه گابی                                | ۱۱۴۱۵     | ۱۳۸۳/۱۲/۲۴ |       |
| ۲۷   | تپه درکو سازیان               |                | اشکانی (پارت) ـ سلجوقیان       | شهرستان تویسرکان، بخش قلقل رود، دهستان میانرود، ۸۰۰ م شمال شرق روستای سازیان                            | ۱۱۴۱۶     | ۱۳۸۳/۱۲/۲۴ |       |
| ۲۸   | تپه جنوب علی‌آباد              |                | ساسانی                         | شهرستان تویسرکان، بخش قلقل رود، دهستان میانرود، ۸۰۰ م جنوب روستای علی‌آباد                               | ۱۱۴۱۷     | ۱۳۸۳/۱۲/۲۴ |       |
| ۲۹   | گل تپه کو                     |                | قرون متاخر اسلامی              | شهرستان تویسرکان، بخش قلقل رود، دهستان میانرود، ۵۰ م غرب روستای تپه کبود                                | ۱۱۴۱۸     | ۱۳۸۳/۱۲/۲۴ |       |
| ۳۰   | تپه دوآب I سه گابی            |                | پیش از تاریخ ـ اشکانی ـ اسلامی | شهرستان تویسرکان، بخش قلقل رود، دهستان میانرود، ۱/۵ کیلومتری جنوب روستای سه گابی                        | ۱۱۴۱۹     | ۱۳۸۳/۱۲/۲۴ |       |
| ۳۱   | تپه دوآب III سه گابی          |                | صدر اسلام ـ سلجوقیان ـ صفویه   | شهرستان تویسرکان، بخش قلقل رود، دهستان میانرود، ۱/۵ کیلومتری جنوب روستای سه گابی                        | ۱۱۴۲۰     | ۱۳۸۳/۱۲/۲۴ |       |
| ۳۲   | تپه پشکه ولا شجرد             |                | مس و سنگ جدید                  | شهرستان تویسرکان، بخش قلقل رود، دهستان میانرود، ۷۰۰ م غرب روستای ولا شجرد                               | ۱۱۴۲۱     | ۱۳۸۳/۱۲/۲۴ |       |
| ۳۳   | تپه B سه گابی                 |                | پیش از تاریخ ـ ماد ـ هخامنشی   | شهرستان تویسرکان، بخش قلقل رود، دهستان میانرود، شمال غربی روستای سه گابی                                | ۱۱۴۲۲     | ۱۳۸۳/۱۲/۲۴ |       |
| ۳۴   | چال تپه حمیل‌آباد              |                | اشکانی (پارت) ـ ساسانی         | شهرستان تویسرکان، بخش قلقل رود، دهستان کمال وند، ۸۰۰ م شمال غربی روستای میان ده                         | ۱۱۴۲۳     | ۱۳۸۳/۱۲/۲۴ |       |
| ۳۵   | تپه مزار سون هوش              |                | ساسانی ـ اسلامی                | شهرستان تویسرکان، بخش قلقل رود، دهستان میانرود، ۱۰۰ م جنوب غربی روستای هوش                              | ۱۱۴۲۴     | ۱۳۸۳/۱۲/۲۴ |       |
| ۳۶   | تپه‌های A G F سه گابی          |                | مس و سنگ                       | شهرستان تویسرکان، بخش قلقل رود، دهستان میانرود، شمال غربی روستای سه گابی                                | ۱۱۴۶۱     | ۱۳۸۳/۱۲/۲۴ |       |
| ۳۷   | تپه باریکه ۱                  |                | آهن II ـ اشکانی                | شهرستان تویسرکان، بخش قلقل رود، دهستان میانرود، دو کیلومتری شرق روستای کارخانه                          | ۱۱۸۸۶     | ۱۳۸۴/۰۳/۱۸ |       |
| ۳۸   | تپه‌آبادی خرابه لامیان         |                | برنز قدیم ـ قرون متاخر اسلامی  | شهرستان تویسرکان، بخش قلقل رود، دهستان میانرود، ۱۰۰متری ضلع شرقی روستای لامیان                          | ۱۱۸۸۷     | ۱۳۸۴/۰۳/۱۸ |       |
| ۳۹   | تپه دوآب سه گابیIV            |                | گودین II ـ قرون متأخر اسلامی   | شهرستان تویسرکان، بخش قلقل رود، دهستان میان رود، ۱/۵ کیلومتری جنوب روستای سه گابی                       | ۱۳۰۵۳     | ۱۳۸۴/۰۵/۲۲ |       |
| ۴۰   | تپه پاقلا بالا کارخانه        |                | تاریخی ـ قرون میانه اسلامی     | شهرستان تویسرکان، بخش قلقل رود، دهستان میان رود، ۱۵۰ م ضلع غربی روستای کارخانه                          | ۱۳۰۵۴     | ۱۳۸۴/۰۵/۲۲ |       |
| ۴۱   | تپه مهدی فرسفج                |                | ماد ـ اشکانی                   | شهرستان تویسرکان، بخش قلقل رود، دهستان قلقل رود، ۱/۵ کیلومتری ضلع شمال روستای فرسفج                     | ۱۳۰۵۵     | ۱۳۸۴/۰۵/۲۲ |       |
| ۴۲   | تپه چاشت خوره                 |                | اشکانی ـ قرون میانه اسلامی     | شهرستان تویسرکان، بخش قلقل رود، دهستان قلقل رود، یک کیلومتری شمال غرب روستای چاشت خوره                  | ۱۳۰۵۶     | ۱۳۸۴/۰۵/۲۲ |       |
| ۴۳   | تپه اکبرآباد                  |                | کالکولتیک تا تاریخی            | شهرستان تویسرکان، بخش قلقل رود، دهستان قلقل رود، ۷۰۰م جنوب روستای اکبر آباد                             | ۱۳۰۵۷     | ۱۳۸۴/۰۵/۲۲ |       |
| ۴۴   | تپه مساق ولاشجرد              |                | هزاره یک ق‌م ـ تاریخی ـ اشکانی  | شهرستان تویسرکان، بخش قلقل رود، دهستان میان رود، ۳ کیلومتری غرب روستای ولا شجرد                         | ۱۳۰۵۸     | ۱۳۸۴/۰۵/۲۲ |       |
| ۴۵   | تپه روبروی مرغداری ولاشجرد    |                | تاریخی ـ قرون متاخر اسلامی     | شهرستان تویسرکان، بخش قلقل رود، دهستان میان رود، ۵۰۰ م روستای ولاشجرد                                   | ۱۳۰۵۹     | ۱۳۸۴/۰۵/۲۲ |       |
| ۴۶   | تپه فیض‌آباد سازیان            |                | تاریخی تا اسلامی               | شهرستان تویسرکان، بخش قلقل رود، دهستان میان رود، روستای سازیان                                          | ۱۳۶۰۲     | ۱۳۸۴/۰۸/۱۵ |       |
| ۴۷   | مسجد باغوار                   |                | اواخر قاجار                    | تویسرکان، خ حافظ، کوچه باغوار                                                                           | ۱۳۶۰۳     | ۱۳۸۴/۰۸/۱۵ |       |
| ۴۸   | حمام رودآور                   |                | زندیه                          | شهرستان تویسرکان، بخش مرکزی، دهستان حیقوق نبی، روستای رودآور، میدان مرکزی، منزل حاج فرخ سوری            | ۲۴۳۲۰     | ۱۳۸۷/۱۰/۱۵ |       |
| ۴۹   | حمام آرتیمان                  |                | صفویه                          | شهرستان تویسرکان، بخش مرکزی، دهستان حیقوق نبی، روستای آرتیمان                                           | ۲۴۳۲۳     | ۱۳۸۷/۱۰/۱۵ |       |
| ۵۰   | حمام جولاستان                 |                | صفویه                          | شهرستان تویسرکان، چهارراه حافظ، خیابان شهدا                                                             | ۲۴۳۲۴     | ۱۳۸۷/۱۰/۱۵ |       |
| ۵۱   | حمام باغوار                   |                | صفویه                          | شهر تویسرکان، خیابان انقلاب، کوچه کزازی، محله باغوار، جنب مسجد باغوار                                   | ۲۴۳۲۵     | ۱۳۸۷/۱۰/۱۵ |       |
| ۵۲   | امامزاده عبداله (تویسرکان)    |                | صفویه                          | شهرستان تویسرکان، بخش مرکز ی، دهستان کرزان رود، روستای کرزان                                            | ۲۴۳۲۶     | ۱۳۸۷/۱۰/۱۵ |       |
| ۵۳   | امامزاده عبدالله              |                | صفویه                          | شهرستان تویسرکان، بخش مرکزی، دهستان حیقوق نبی، روستای آرتیمان، بقعه امامزاده عبدا…                      | ۲۴۳۲۷     | ۱۳۸۷/۱۰/۱۵ |       |
| ۵۴   | مسجد شیخ رسولی‌ها              |                | قاجاریه                        | شهرستان تویسرکان، بخش مرکزی، دهستان کرزان رود، روستای کرزان                                             | ۲۴۳۲۸     | ۱۳۸۷/۱۰/۱۵ |       |
| ۵۵   | مسجد دستجرده                  |                | قاجاریه                        | شهرستان تویسرکان، خیابان انقلاب، مقابل شهرداری                                                          | ۲۴۳۲۹     | ۱۳۸۷/۱۰/۱۵ |       |
| ۵۶   | پل قدیمی کرزان                |                | صفویه                          | شهرستان تویسرکان، بخش مرکزی، دهستان کرزان رود، روستای کرزان                                             | ۲۴۳۳۴     | ۱۳۸۷/۱۰/۱۵ |       |
| ۵۷   | قنات پائین محله (چاه اسماعیل) |                | صفویه                          | شهرستان تویسرکان، خیابان انقلاب، خیابان امیر کبیر، کوچه باب‌الحوائج                                      | ۲۴۳۳۵     | ۱۳۸۷/۱۰/۱۵ |       |
| ۵۸   | حمام زرهان                    |                | قاجاریه                        | شهر تویسرکان، خیابان شریعتی، کوچه یعقوبی، محله زرهان، مابین کوچه مسلم بن عقیل، کوچه روحانی              | ۲۵۱۱۸     | ۱۳۸۷/۱۲/۱۸ |       |
| ۵۹   | پل قلعه شیخ                   |                | قاجاریه                        | شهرستان تویسرکان، بخش مرکزی، دهستان حیقوق نبی، روستای قلعه شیخ                                          | ۲۵۱۲۸     | ۱۳۸۷/۱۲/۱۸ |       |
| ۶۰   | مسجد زرهان                    |                | قاجاریه                        | شهر تویسرکان، خیابان شریعتی، کوچه یعقوبی، محله زرهان، کوچه مسلم بن عقیل                                 | ۲۵۱۲۹     | ۱۳۸۷/۱۲/۱۸ |       |
| ۶۱   | مسجد جامع تویسرکان            |                | پهلوی                          | شهر تویسرکان، میدان امام، ابتدای خیابان شهید باهنر، راسته بازار، مسجد جامع                              | ۲۵۱۶۱     | ۱۳۸۷/۱۲/۱۸ |       |
| ۶۲   | حمام سرابی                    |                | قاجاریه                        | شهر تویسرکان، خیابان امام حسین (ع)، محله سرابی، جنب کوچه شهید امیدی                                     | ۲۵۱۶۲     | ۱۳۸۷/۱۲/۱۸ |       |
| ۶۳   | پل گزندر                      |                | پهلوی                          | شهرتویسرکان، میدان جانبازان، دره گزندر (در فاصله ۷ کیلومتری میدان)، باغهای گرد وی حاشیه شهر، پل گزندر   | ۲۵۱۶۳     | ۱۳۸۷/۱۲/۱۸ |       |
| ۶۴   | خانه کرزان                    |                | قاجاریه                        | شهرستان تویسرکان، بخش مرکزی، دهستان کرزان رود، روستای کرزان                                             | ۲۶۵۹۰     | ۱۳۸۸/۰۲/۰۱ |       |
| ۶۵   | خانه حسن خان اردلان           |                | زندیه                          | شهرستان تویسرکان، روستای اشتران، خانه حسن طیبی                                                          | ۲۶۵۹۱     | ۱۳۸۸/۰۲/۰۱ |       |

### شهرستان رزن
| ردیف | نام اثر                    | نگاره | دیرینگی                           | موقعیت                                                                                  | شمارهٔ ثبت | تاریخ ثبت  | منبع   |
| ---- | -------------------------- | ----- | --------------------------------- | --------------------------------------------------------------------------------------- | --------- | ---------- | ------ |
| ۱    | امامزاده اظهربن علی        |       | مغول                              | بخش قروه در جزین، دهستان در جزین سفلی، روستای در جزین                                   | ۳۶۶       | ۱۳۲۷/۱۲/۰۲ | [ ۹ ]  |
| ۲    | امامزاده هود               |       | مغول                              | بخش قروه در جزین، دهستان در جزین سفلی، روستای ینگی قلعه                                 | ۳۶۷       | ۱۳۲۷/۱۲/۰۲ | [ ۱۰ ] |
| ۳    | تپه منصورآباد (اورتا قلعه) |       | پیش از تاریخ ـ اسلامی             | شمال روستای منصورآباد                                                                   | ۲۳۳۴      | ۱۳۷۸/۰۲/۲۰ |        |
| ۴    | تپه کاروانه                |       | پیش از تاریخ ـ تاریخی ـ اسلامی    | بخش مرکزی، دهستان خرقان، روستای کاروانه                                                 | ۲۳۴۸      | ۱۳۷۸/۰۳/۱۷ |        |
| ۵    | تپه وسمق                   |       | تاریخی ـ اسلامی                   | شهرستان رزن، بخش قروه درجزین، دهستان درجزین علیا، روستای وسمق                           | ۹۶۶۵      | ۱۳۸۲/۰۵/۲۷ |        |
| ۶    | تپه عسگر بیگ رازین         |       | هزاره یک ق‌م ـ اسلامی              | شهرستان رزن، بخش قروه درجزین، دهستان درجزین علیا روستای رازین                           | ۹۶۶۶      | ۱۳۸۲/۰۵/۲۷ |        |
| ۷    | یکه تپه                    |       | قرون اولیه اسلامی                 | شهرستان رزن، بخش قروه درجزین، دهستان درجزین سفلی روستای نیر                             | ۹۶۶۷      | ۱۳۸۲/۰۵/۲۷ |        |
| ۸    | غلام تپه شمالی روستای قایش |       | تاریخی                            | شهرستان رزن، بخش سردرود، دهستان سردرود سفلی روستای قایش                                 | ۹۶۶۸      | ۱۳۸۲/۰۵/۲۷ |        |
| ۹    | غلام تپه جنوبی             |       | تاریخی                            | شهرستان رزن، بخش سردرود، دهستان سردرود سفلی روستای قایش                                 | ۹۶۶۹      | ۱۳۸۲/۰۵/۲۷ |        |
| ۱۰   | تپه ابوالحسن خان           |       | تاریخی                            | شهرستان رزن، بخش قروه درجزین، دهستان درجزین سفلی، روستای دولوجردین                      | ۹۶۷۰      | ۱۳۸۲/۰۵/۲۷ |        |
| ۱۱   | تپه فارسجین ۱              |       | هزاره یک ق‌م                       | شهرستان رزن، بخش مرکزی، دهستان رزن، روستای فارسجین                                      | ۹۶۷۱      | ۱۳۸۲/۰۵/۲۷ |        |
| ۱۲   | تپه فارسجین ۲              |       | هزاره یک ق‌م                       | شهر رزن، بخش مرکزی، دهستان رزن، روستای فارسجین                                          | ۹۶۷۲      | ۱۳۸۲/۰۵/۲۷ |        |
| ۱۳   | داش قلعه                   |       | تاریخی ـ اسلامی                   | شهرستان رزن، بخش مرکزی، دهستان رزن، ۱۰۰ متری جنوب روستای نینج                           | ۹۸۴۳      | ۱۳۸۲/۰۶/۱۱ |        |
| ۱۴   | تپه آب باریک               |       | تاریخی ـ اسلامی                   | شهرستان رزن، بخش مرکزی، ۳۰۰ متری غرب روستای آب باریک                                    | ۹۸۴۴      | ۱۳۸۲/۰۶/۱۱ |        |
| ۱۵   | تپه ویر                    |       | اسلامی                            | شهرستان رزن، بخش سرد رود دهستان سرد رود سفلی، ۱۵۰ متری شمال روستای ویر                  | ۹۸۴۵      | ۱۳۸۲/۰۶/۱۱ |        |
| ۱۶   | شاه تپه                    |       | قرون اولیه اسلامی                 | شهرستان رزن، بخش سردرود، دهستان سردرود علیا، یک کیلومتری شرق روستای اجاق                | ۹۸۴۶      | ۱۳۸۲/۰۶/۱۱ |        |
| ۱۷   | تپه قادر خلج               |       | اسلامی                            | شهرستان رزن، بخش سردرود، دهستان بغراطی جنوب شرق روستای قادر خلج                         | ۹۸۴۷      | ۱۳۸۲/۰۶/۱۱ |        |
| ۱۸   | قوشاتپه غربی               |       | هزاره دو وهزاره یک ق‌م             | شهرستان رزن، بخش مرکزی، دهستان خرقان، غرب روستای کاروانه                                | ۹۸۴۸      | ۱۳۸۲/۰۶/۱۱ |        |
| ۱۹   | تپه بوقاطی                 |       | قرون اولیه اسلامی                 | شهرستان رزن، بخش سردرود، دهستان بغراطی روستای یارمجه باغ                                | ۹۸۴۹      | ۱۳۸۲/۰۶/۱۱ |        |
| ۲۰   | تپه جنی قلعه چورمق         |       | تاریخی و اسلامی                   | شهرستان رزن، بخش سردرود، دهستان بغراطی، جنوب روستای چورمق                               | ۹۸۵۰      | ۱۳۸۲/۰۶/۱۱ |        |
| ۲۱   | تپه کاروانه                |       | هزاره دو ق‌م ـ اسلامی              | شهرستان رزن، بخش مرکزی، دهستان خرقان، روستای کاروانه                                    | ۹۸۵۱      | ۱۳۸۲/۰۶/۱۱ |        |
| ۲۲   | تپه جامیشلو بزرگ           |       | اسلامی                            | شهرستان رزن، بخش مرکزی، دهستان رزن، روستای جامیشلو، ۳۰۰ متری جاده همدان رزن             | ۹۸۵۲      | ۱۳۸۲/۰۶/۱۱ |        |
| ۲۳   | منجوق تپه                  |       | هزاره یک ق‌م ـ اسلامی              | شهرستان رزن، بخش سردرود، دهستان سردرود علیا مجاور روستای منصورآباد                      | ۹۸۵۳      | ۱۳۸۲/۰۶/۱۱ |        |
| ۲۴   | تپه آغچه خرابه             |       | هزاره یک ق‌م                       | شهرستان رزن، بخش مرکزی، دهستان خرقان، جنوب غرب روستای آغچه خرابه                        | ۹۸۵۴      | ۱۳۸۲/۰۶/۱۱ |        |
| ۲۵   | تپه سلیمان قلعه            |       | تاریخی ـ اسلامی                   | شهرستان رزن، بخش سردرود، دهستان بغراطی، روستای قینرجه                                   | ۹۸۵۵      | ۱۳۸۲/۰۶/۱۱ |        |
| ۲۶   | قوشاتپه شرقی (شهرستان رزن) |       | هزاره دو وهزاره یک ق‌م             | شهرستان رزن، بخش مرکزی، دهستان خرقان، شمال غرب روستای کاروانه                           | ۹۸۵۶      | ۱۳۸۲/۰۶/۱۱ |        |
| ۲۷   | تپه امت لر                 |       | هزاره یک ق‌م ـ اسلامی              | شهرستان رزن، بخش مرکزی، دهستان رزن، شمال روستای امت لر                                  | ۹۸۵۷      | ۱۳۸۲/۰۶/۱۱ |        |
| ۲۸   | تپه گور قلعه هریان         |       | تاریخی                            | شهرستان رزن، بخش مرکزی، دهستان رزن، یک کیلومتری جنوب شرقی روستای هریان                  | ۱۰۱۰۴     | ۱۳۸۲/۰۶/۲۳ |        |
| ۲۹   | یکه تپه تموزان             |       | تاریخی                            | شهرستان رزن، بخش قروه درجزین، دهستان درجزین علیا، ۳۰۰ متری جنوب شرق روستای تموزان       | ۱۰۱۰۵     | ۱۳۸۲/۰۶/۲۳ |        |
| ۳۰   | گیلدرتپه تموزان            |       | هزاره یک ق‌م                       | شهرستان رزن، بخش قروه درجزین، دهستان درجزین علیا، غرب روستای تموزان، سمت چپ جاده        | ۱۰۱۰۶     | ۱۳۸۲/۰۶/۲۳ |        |
| ۳۱   | تپه عمیان نظام‌آباد         |       | اسلامی                            | شهرستان رزن، بخش قروه درجزین، دهستان درجزین سفلی، شمال روستای نظام آباد                 | ۱۰۱۰۷     | ۱۳۸۲/۰۶/۲۳ |        |
| ۳۲   | تپه زاغه مسینک             |       | اسلامی                            | شهرستان رزن، بخش قروه درجزین، دهستان درجزین علیا، روستای مسینک                          | ۱۰۱۰۸     | ۱۳۸۲/۰۶/۲۳ |        |
| ۳۳   | کهریز تپه قراقیه           |       | تاریخی ـ اسلامی                   | شهرستان رزن، بخش قروه درجزین، دهستان درجزین علیا، جنوب روستای قراقیه                    | ۱۰۱۰۹     | ۱۳۸۲/۰۶/۲۳ |        |
| ۳۴   | تپه حکان آ                 |       | تاریخی                            | شهرستان رزن، بخش قروه درجزین، دهستان درجزین سفلی، یک کیلومتری شمال غرب روستای حکان      | ۱۰۱۱۰     | ۱۳۸۲/۰۶/۲۳ |        |
| ۳۵   | تپه کربلایی یوسف احمدآباد  |       | هزاره دو ق‌م                       | شهرستان رزن، بخش قروه درجزین، دهستان درجزین سفلی، ۲۰۰ متری شمال غرب روستای احمدآباد     | ۱۰۱۱۱     | ۱۳۸۲/۰۶/۲۳ |        |
| ۳۶   | تپه نقارخانه مسینک         |       | هزاره یک ق‌م                       | شهرستان رزن، بخش قروه درجزین، دهستان درجزین علیا، دو کیلومتری جنوب روستای مسینک         | ۱۰۱۱۲     | ۱۳۸۲/۰۶/۲۳ |        |
| ۳۷   | تپه حکان ب                 |       | تاریخی                            | شهرستان رزن، بخش قروه درجزین، دهستان درجزین سفلی، شمال روستای حکان                      | ۱۰۱۱۳     | ۱۳۸۲/۰۶/۲۳ |        |
| ۳۸   | تپه گور قلعه وروزین        |       | اسلامی                            | شهرستان رزن، بخش مرکزی، دهستان رزن، شمال روستای وروزین                                  | ۱۰۱۱۴     | ۱۳۸۲/۰۶/۲۳ |        |
| ۳۹   | تپه کهارد                  |       | هزاره یک ق‌م ـ اسلامی              | شهرستان رزن، بخش مرکزی، دهستان رزن، داخل روستای کهارد                                   | ۱۰۱۱۵     | ۱۳۸۲/۰۶/۲۳ |        |
| ۴۰   | تولکی تپه                  |       | اسلامی                            | شهرستان رزن، بخش سردرود، دهستان سردرود سفلی، ۳۰۰ متری جنوب شرق روستای تولکی تپه         | ۱۰۱۱۶     | ۱۳۸۲/۰۶/۲۳ |        |
| ۴۱   | تپه سلطان‌آباد              |       | تاریخی                            | شهرستان رزن، بخش سردرود، دهستان سردرود سفلی، جنوب غربی روستای سلطان آباد                | ۱۰۱۱۷     | ۱۳۸۲/۰۶/۲۳ |        |
| ۴۲   | بالا تپه سنقرآباد          |       | تاریخی ـ اسلامی                   | شهرستان رزن، بخش قروه درجزین، دهستان درجزین علیا، یک کیلومتری جنوب غرب روستای سنقر آباد | ۱۰۱۱۸     | ۱۳۸۲/۰۶/۲۳ |        |
| ۴۳   | تپه غیب علی تپه سنقرآباد   |       | تاریخی ـ اسلامی                   | شهرستان رزن، بخش قروه درجزین، دهستان درجزین علیا، یک کیلومتری جنوب غرب روستای سنقرآباد  | ۱۰۱۱۹     | ۱۳۸۲/۰۶/۲۳ |        |
| ۴۴   | تپه کل کبود                |       | هزاره یک ق‌م ـ اسلامی              | شهرستان رزن، بخش سردرود، دهستان سردرود سفلی، داخل روستای کل کبود                        | ۱۰۱۲۰     | ۱۳۸۲/۰۶/۲۳ |        |
| ۴۵   | تپه سوزن                   |       | تاریخی ـ اسلامی                   | شهرستان رزن، بخش قروه درجزین، دهستان درجزین علیا، غرب روستای سوزن                       | ۱۱۸۸۴     | ۱۳۸۴/۰۳/۱۸ |        |
| ۴۶   | تپه وروزین ۲               |       | تاریخی ـ اسلامی                   | شهرستان رزن، بخش مرکزی، دهستان رزن، شمال روستای وروزین                                  | ۱۳۰۴۰     | ۱۳۸۴/۰۵/۲۲ |        |
| ۴۷   | تپه سیراب                  |       | آهن                               | شهرستان رزن، بخش مرکز ی، دهستان رزن، روستای سیراب                                       | ۲۴۶۱۹     | ۱۳۸۷/۱۱/۲۷ |        |
| ۴۸   | تپه ارگز                   |       | تاریخی ـ قرون میانه اسلامی        | شهرستان رزن، بخش مرکزی، دهستان رزن، روستای نوار                                         | ۲۴۶۲۰     | ۱۳۸۷/۱۱/۲۷ |        |
| ۴۹   | تپه کهارد B                |       | هزاره یک ق‌م                       | شهرستان رزن، بخش مرکزی، دهستان رزن، روستای کهارد                                        | ۲۴۶۲۱     | ۱۳۸۷/۱۱/۲۷ |        |
| ۵۰   | تپه کهارد D                |       | هزاره یک ق‌م                       | شهرستان رزن، بخش مرکزی، دهستان رزن، روستای کهارد                                        | ۲۴۶۲۳     | ۱۳۸۷/۱۱/۲۷ |        |
| ۵۱   | گورستان گوستر              |       | آهن                               | شهرستان رزن، بخش مرکزی، دهستان خرقان، روستای ساروجلو                                    | ۲۴۶۲۴     | ۱۳۸۷/۱۱/۲۷ |        |
| ۵۲   | تپه قبرستان                |       | قرون اولیه اسلامی                 | شهرستان رزن، بخش مرکزی، دهستان خرقان، روستای ساروجلو                                    | ۲۴۶۲۵     | ۱۳۸۷/۱۱/۲۷ |        |
| ۵۳   | تپه گوستر                  |       | آهن ـ تاریخی                      | شهرستان رزن، بخش مرکزی، دهستان خرقان، روستای ساروجلو                                    | ۲۴۶۲۶     | ۱۳۸۷/۱۱/۲۷ |        |
| ۵۴   | تپه پشت سد                 |       | کالکولتیک                         | شهرستان رزن، بخش مرکزی، دهستان خرقان، روستای سورتجین                                    | ۲۴۶۲۷     | ۱۳۸۷/۱۱/۲۷ |        |
| ۵۵   | تپه یوخار چمن              |       | مس و سنگ ـ تاریخی                 | شهرستان رزن، بخش مرکزی، دهستان رزن، روستای سیراب                                        | ۲۴۶۲۸     | ۱۳۸۷/۱۱/۲۷ |        |
| ۵۶   | تپه امامزاده               |       | قرون میانه اسلامی                 | شهرستان رزن، بخش مرکز ی، دهستان رزن، روستای امامزاده قاسم                               | ۲۴۶۲۹     | ۱۳۸۷/۱۱/۲۷ |        |
| ۵۷   | تپه کهارد C                |       | تاریخی                            | شهرستان رزن، بخش مرکزی، دهستان رزن، روستای کهارد                                        | ۲۴۶۳۰     | ۱۳۸۷/۱۱/۲۷ |        |
| ۵۸   | تپه آبولاخ تپه             |       | تاریخی                            | شهرستان رزن، بخش مرکزی، دهستان خرقان، روستای بادکوه                                     | ۲۴۶۳۱     | ۱۳۸۷/۱۱/۲۷ |        |
| ۵۹   | تپه نوار                   |       | برنز ـ تاریخی ـ قرون میانه اسلامی | شهرستان رزن، بخش مرکزی، دهستان رزن، روستای نوار                                         | ۲۴۶۳۲     | ۱۳۸۷/۱۱/۲۷ |        |
| ۶۰   | تپه مجمگی‌تپه‌سی             |       | آهن                               | شهرستان رزن، بخش مرکز ی، دهستان خرقان، روستای سورتجین                                   | ۲۴۶۳۳     | ۱۳۸۷/۱۱/۲۷ |        |
| ۶۱   | تپه قلعه                   |       | تاریخی ـ قرون میانه اسلامی        | شهرستان رزن، بخش مرکزی، دهستان خرقان، روستای وهنده                                      | ۲۴۶۳۴     | ۱۳۸۷/۱۱/۲۷ |        |
| ۶۲   | آلما تپه                   |       | تاریخی                            | شهرستان رزن، بخش مرکزی، دهستان رزن، روستای خیگان                                        | ۲۴۶۳۵     | ۱۳۸۷/۱۱/۲۷ |        |
| ۶۳   | تپه گورقلعه                |       | آهن                               | شهرستان رزن، بخش مرکزی، دهستان رزن، روستای آق چای                                       | ۲۴۶۳۶     | ۱۳۸۷/۱۱/۲۷ |        |
| ۶۴   | شورتپه (همدان)             |       | هزاره یک ق‌م ـ تاریخی              | شهرستان رزن، بخش مرکزی، دهستان خرقان، روستای جربانلو                                    | ۲۴۶۳۸     | ۱۳۸۷/۱۱/۲۷ |        |